# Regijski park Škocjanske jame
Regijski park Škocjanske jame obsega celoten sistem Škocjanskih jam, kanjon notranjske Reke od jam do mostu v Škofljah ter pokrajino neposredno nad jamami z vasmi Matavun, Škocjan in Betanja.
Regijski park vključuje značilno in neponovljivo kraško pokrajino, kjer je na enem mestu strnjenih največ kraških pojavov. Skupaj s spletom jam, udornih dolin in posameznih kulturnih spomenikov tvori regijski park tipično kraško »arhitekturo«. Posebne klimatske razmere v dolinah in ob vhodih jam omogočajo pojavljanje in prepletanje tako alpske kot tudi mediteranske flore. Enkratna zastopanost rastlinstva in živalstva, združenega v sožitju na izredno majhnem prostoru, daje temu območju pomembno biotsko pestrost. 

## Zaščita parka
Državni zbor republike Slovenije je leta 1996 s posebnim zakonom podelil Regijskemu parku Škocjanske jame varstveni status s skrbništvom države.
Leta 2004 je bil v svetovno mrežo biosfernih rezervatov sprejet tudi Regijski park Škocjanske jame - imenuje se Kraški biosferni rezervat. Obsega osrednje območje, ki obsega strogo zavarovano območje samega parka, vplivno območje parka, ki združuje vzporedne aktivnosti v skladu s smiselno ekološko rabo in prehodno območje, ki obsega območje občine Divača.
Z Alpsko konvencijo je združen z ostalimi parki v Alpskem loku. V organizaciji Europarc se povezuje z vsemi parki v Evropi. Maja 1999 je postal priznan kot prvo podzemno mokrišče na svetu in s tem lokaliteta mednarodnega pomena v Ramsarski konvenciji.

## Obseg parka

### Škocjanske jame
Škocjanske jame so sistem vodnih jam, skozi katerega teče reka Reka. 28. novembra 1986 je Komisija za svetovno in naravno dediščino pri UNESCU vključila Škocjanske jame v Konvencijo o zaščiti svetovne kulturne in naravne dediščine - to je v seznam svetovne dediščine. 

### Kanjon reke Reke od jam do mostu v Škofljah (slepa dolina)
Slepa dolina reke Reke je poleg Temeniške najdaljša slepa dolina v Sloveniji. Dolžina reke Reke po  reliefu od prehoda iz eocenskega fliša na gornjekredni apnenec(K23) med naseljema Škoflje na jugu in Famlje na severu do ponora v Mohorčičevo jamo pod naseljem Škocjan je 2560 m ali 2200 m zračne razdalje v smeri SZ. Od Fameljskega studenca oz. območja severno pod Taborom na nadmorski višini 334 m do ponora v Mahorčičevo jamo na nadmorski višini 318 m naredi reka v svojem toku skozi sotesko 16 m višinske razlike. Zaradi prehoda vodotoka iz vododržne, nekarbonatne (flišnate) podlage na karbonatno podlago oz. kontaktnega krasa lahko govorimo o slepi dolini vsaj v prvotni fazi pomikanja ponikalnice v kraški svet. V dolžini 800 m od vhoda v sotesko dobi reka levi pritok Sušico, ki ima svoje povirje izpod Podgrada pri Vremah. Sušica je sicer precej splošno poimenovanje vodotokov, ki radi presahnejo oz. so manj vodnati. Sušica je prav tako kot reka Reka alogeni vodotok in teče pred sotočjem z reko Reko po Paleogenskem apnencu (K,Pg?). Glede na trditev, da gre v primeru Reke za slepo dolino, lahko postavimo trditev, da gre tudi v primeru Sušice za slepo dolino in je sotočje združitev dveh slepih dolin? Ali pa je bilo tu v preteklosti sotočje dveh podzemnih vodotokov? Pritok Reke poleg Sušice v 'slepi dolini' je še desni pritok, potoček izpod vzpetine kjer je naselje Famlje in bližnji Fameljski studenec. Tik pod Škocjanom, Nad Malni priteka prav tako kot Sušica nestalni potoček Polog.
Soteska reke Reke ima videz kanjona, saj je planotasti svet nad levim in desnim bregom struge približno na isti nadmorski višini: desni breg, ki je v krednem apnencu(K23), ima nadmorsko višino okoli 400 m, levi breg, ki sega iz krednega apnenca v Paleogenski apnenec (K,Pg) prav tako okoli 400 m. Kljub padcu reke za samo 16 m, je tako soteska vedno globlja in je pri vhodu v Mahorčičevo jamo v katero sega iz naselja Škcojan brezno Okroglica, globoka že skoraj 100 m (90 m do vrha jame). 
Najožji del soteske reke Reke je pod gradom Školj na sredni soteske, najširši del na območju Nad Malni. Na desnem bregu, pred zoožitvijo soteske pod gradom Školj so vidni tudi značilni spodmoli v katerih je vidna delna zasiganost. Na desnem bregu reke, zahodno pod ravanjo Školja je nekaj metrov od struge manjša votlina. Na dnu reke in ob oblali so prodniki različnih velikosti, ki so oglatih oblik in najbolj verjetno niso samo alogeni ampak so nastali tudi 'insitu', v sami soteski kot podorne skale in posledica denudacije z roba soteske. Opazno je, da so prodniki s tokom reke v sotesko vedno manjši.
Nastanek 'slepe doline' reke Reke še ni pojasnjen in malokdo se je spuščal v pisanje oz. razlago nastanka. Glede na kontaktni kras je, kot je že omenjeno v besedilu, vsaj prvotna faza nastanka soteske lahko 'slepa dolina'. Vendar je možnosti za nastanek soteske lahko več. S korozijo površja se je strop nekdanje jame, ki je nastal z erozijskim delovanjem reke Reke tanjšal, dokler niso na mestih velikih dvoran zaradi statičnega neravnovesja popustili stopi in so prvotno na mestih nastale udornice - podobno kot je v Mali in Veliki dolini. Z nadaljnjim korozijskim delovanjem na karbonatno kamnino je preostanek rovov postopoma izgubil strop - brezstropa jama. 
Erozijsko delovanje reke Reke je preprečilo nastanek usedlin in zapolnjenje jame - vodotok je ostal aktiven v svoji strugi in izpoblikovala se je danjašnja soteska - brezstropa jama? Možen je tudi kanjonski nastanek, ko je po prvotno fluvialnem reliefu tekla reka, ki se je po erozijskem delovnju na podlago ujela v apnenec in ga postopoma dolbla. Skratka glede na pomembnost Regijskega parka Škocjanske jame in o 'malo napisanega' na temo 'slepe doline' reke Reke reke bi bilo nastanek soteske potrebno detaljno terensko preučiti in poiskati ključe po katerih bi se naredila klasifikacija.
Med zniževanjem ponorov in kanjonov pred udornicami na območju Škocjanskih jam je v Vremski dolini nastala 5 km dolga slepa dolina. Če bi začepili vse ponore, bi zadržala čez 400 milijonov m3 vode, kar je največ od slepih dolin na Slovenskem. Doline pa reka Reka, ki ponika na n.v. 317 m, ni izdelala samo s korozijo apnenca, marveč tudi z erozijo fliša. Apneniška podlaga fliša (apnenec) se namreč stopnjasto zvišuje proti zahodu. Od stika fliša z apnencem do ponora v Škocjanske jame je reka Reka v Vremski dolini ponikala že v preteklosti. Hidrologi so že prej izmerili, da 600 m pod vodomerno postajo Cerkvenikov mlin izginja v tla čez 0,5 m3/s. Mlinarji so ponore v apnencu od nekdaj mašili - okoli 12. septembra 1982 je vsa Reka ob pretoku 0,01 m3/s (vir o pretoku: Gams, Kras v Sloveniji) izginila v na novo udrto brezno že kmalu po prehodu na apennec pod Gornjimi Vremami. Skoraj 20 m globoko udornico je Reka zasula in preplavila šele po nalivu 2. oktobra. 
Glede na to dejstvo je pod dnom Vremske doline in Škocjanskimi jamami splet kanalov, ki lahko sprejmejo vso Reko, ki ima pretok manjši od 0,01 m3/s (10 l/s).
Skozi kanjon notranjske Reke je speljana označena pot. Ogledamo si lahko: 
- Strmolinov mlin, kjer je živela in delala družina Žnidarčič do leta 1965.
- Ruševine gradu Školj, ki ga je v 16. stoletju dal postaviti Nikolaj Ravbar.

za podrobnejši opis glej Reka

### Pokrajina nad jamami
- Vasica Betanja je v celoti zavarovana kot kulturni spomenik. Posebno znamenita je Betanceva hiša, ki je stara več kot 200 let in je edina še pokrita s skrlami.
- Cerkev sv. Kancijana je bila posvečena  1606 leta.
- Vas Škocjan se nahaja tesno ob cerkvi, na vrhu navpičnih sten, tako rekoč nad stropom Mahorčičeve jame.
- Vas Matavun ima edini uradni vhodni položaj v Škocjanske jame. V vasi se je na opuščeni domačiji pri Venckovih ohranila zelo redka gradbena posebnost - spahnjenca.
- V bližini Matavuna je malo znan naravni spomenik - Kapnik pri Lipjih glavah.

## Naravni spomeniki v parku
- Škocjanski jamski splet - to so jame, rovi in doline, ki so del sistema Škocjanskih jam
- Velika dolina je udornica, 163 m globine od razgledišča do ponora Reke
- Mala dolina je udornica, 120 m globine
- Brezno Okroglica v vasi Škocjan, 116 m globine
- Stene in bregovi slepe doline Reke - to je največja slepa dolina v Sloveniji, do 100 m globoka soteska

## Arheološka najdišča
- Škocjansko gradišče - prazgodovinsko gradišče - pozna bronasta in železna doba, antika
- Velika jama na Prevali (Mušja jama) - je najdišče - votivne aktivnosti, pozna bronasta in starejša železna doba, antika
- Nekropola pod Brežcem - plano žgano grobišče - pozna bronasta in starejša železna doba
- Tominčeva jama - jamska postojanka, grobišče s skeletnimi pokopi - eneolitik, bronasta in železna doba, antika

## Ostale zanimivosti v parku
- Muzejske zbirke v Škocjanu: etnologija, arheologija, zgodovina raziskovanja Škocjanskih jam,
- Kulturni spomeniki: Vasici Škocjan in Betanja, cerkev sv. Kancijana,
- Učna pot okoli Velike in Male doline, skozi vasi Betanja, Škocjan in Matavun

## Nagrade in priznanja
- 2006: Valvasorjevo častno priznanje za postavitev arheološke, geološke in biološke zbirke v naravoslovnem centru Delezova domačija v Škocjanu[1]